# Rodney Gould
Rodney Gould, detto Rod (Banbury, 10 marzo 1943 – Cheltenham, 16 aprile 2024) è stato un pilota motociclistico britannico ritiratosi dalle competizioni nel 1972.

## Carriera
Rod Gould ottenne i suoi primi punti nel motomondiale al Sachsenring nel Gran Premio della Repubblica Democratica Tedesca del 1967 su una Norton in classe 500. Negli anni successivi si cimentò in quasi tutte le categorie del motomondiale, ottenendo i migliori risultati nella 250, nella quale già l'anno successivo si classificò al quarto posto finale.
Nel 1969 si divise tra 250 e 350, ottenendo tre secondi posti in entrambe le classi.
Raggiunse l'apice della carriera l'anno successivo, quando si laureò campione del mondo della quarto di litro davanti a Kel Carruthers, Kent Andersson e Jarno Saarinen.
Nel 1971 lottò per difendere il titolo conquistato l'anno precedente (vincendo anche due gare), venendo sconfitto da Phil Read.
Concluse l'attività agonistica nel 1972, anno nel quale ottenne altre due vittorie classificandosi al terzo posto della classifica generale, dopodiché ricoprì il ruolo di responsabile del reparto corse e delle pubbliche relazioni della Yamaha: fu lui a concludere il "contratto del secolo" prevedente il passaggio di Giacomo Agostini dalla MV Agusta alla Yamaha, annunciato il 4 dicembre 1973.

## Risultati nel motomondiale

### Classe 125
| 1971 | Classe | Moto   |   |   |   |   |   |   |   |   |   |    |   |   |  | Punti | Pos. |
| ---- | ------ | ------ | - | - | - | - | - | - | - | - | - | -- | - | - |  | ----- | ---- |
| 1971 | 125    | Yamaha | - | - | 7 | - | - | - | - | - | - | NE | - | - |  | 4     | 24º  |

| Legenda | 1º posto        | 2º posto            | 3º posto            | A punti      | Senza punti        | Grassetto – Pole position Corsivo – Giro più veloce |
| Legenda | Gara non valida | Non qual./Non part. | Ritirato/Non class. | Squalificato | '-' Dato non disp. | Grassetto – Pole position Corsivo – Giro più veloce |

### Classe 250
| 1968 | Classe | Moto              |   |   |   |   |   |   |   |   |   |   |  |  |  | Punti | Pos. |
| ---- | ------ | ----------------- | - | - | - | - | - | - | - | - | - | - |  |  |  | ----- | ---- |
| 1968 | 250    | Yamaha e Kawasaki | 4 | - | 5 | 5 | 3 | 4 | 4 | 3 | 3 | - |  |  |  | 21    | 4º   |

| 1969 | Classe | Moto   |   |     |   |    |   |   |   |   |     |     |   |   |  | Punti | Pos. |
| ---- | ------ | ------ | - | --- | - | -- | - | - | - | - | --- | --- | - | - |  | ----- | ---- |
| 1969 | 250    | Yamaha | - | Rit | 2 | SQ | 4 | 2 | - | 2 | Rit | Rit | - | - |  | 44    | 6º   |

| 1970 | Classe | Moto   |     |   |   |   |   |   |   |     |   |   |   |     |  | Punti | Pos. |
| ---- | ------ | ------ | --- | - | - | - | - | - | - | --- | - | - | - | --- |  | ----- | ---- |
| 1970 | 250    | Yamaha | Rit | 1 | 3 | 2 | 1 | 1 | 1 | Rit | 1 | 2 | 1 | Rit |  | 102   | 1º   |

| 1971 | Classe | Moto   |     |   |   |     |   |   |   |   |   |   |   |     |  | Punti | Pos. |
| ---- | ------ | ------ | --- | - | - | --- | - | - | - | - | - | - | - | --- |  | ----- | ---- |
| 1971 | 250    | Yamaha | Rit | - | 4 | Rit | 6 | 2 | - | 1 | 1 | 6 | 4 | Rit |  | 68    | 2º   |

| 1972 | Classe | Moto   |   |   |     |   |   |   |   |   |   |   |   |     |  | Punti | Pos. |
| ---- | ------ | ------ | - | - | --- | - | - | - | - | - | - | - | - | --- |  | ----- | ---- |
| 1972 | 250    | Yamaha | 6 | - | Rit | 2 | 2 | 2 | 1 | 2 | 3 | 4 | 1 | Rit |  | 88    | 3º   |

| Legenda | 1º posto        | 2º posto            | 3º posto            | A punti      | Senza punti        | Grassetto – Pole position Corsivo – Giro più veloce |
| Legenda | Gara non valida | Non qual./Non part. | Ritirato/Non class. | Squalificato | '-' Dato non disp. | Grassetto – Pole position Corsivo – Giro più veloce |

### Classe 350
| 1969 | Classe | Moto   |   |   |    |     |   |    |   |   |   |   |   |   |  | Punti | Pos. |
| ---- | ------ | ------ | - | - | -- | --- | - | -- | - | - | - | - | - | - |  | ----- | ---- |
| 1969 | 350    | Yamaha | - | - | NE | Rit | - | NE | 2 | 2 | 2 | - | - | - |  | 36    | 5º   |

| 1970 | Classe | Moto   |   |    |   |     |   |    |     |   |   |   |   |   |  | Punti | Pos. |
| ---- | ------ | ------ | - | -- | - | --- | - | -- | --- | - | - | - | - | - |  | ----- | ---- |
| 1970 | 350    | Yamaha | - | NE | 5 | Rit | - | NE | Rit | - | 3 | - | - | 2 |  | 28    | 6º   |

| 1971 | Classe | Moto   |   |   |     |   |    |   |   |   |     |   |   |  |  | Punti | Pos. |
| ---- | ------ | ------ | - | - | --- | - | -- | - | - | - | --- | - | - |  |  | ----- | ---- |
| 1971 | 350    | Yamaha | - | - | Rit | 4 | NE | - | - | 4 | Rit | - | - |  |  | 16    | 13º  |

| 1972 | Classe | Moto   |   |   |   |   |     |     |   |    |   |   |   |   |   | Punti | Pos. |
| ---- | ------ | ------ | - | - | - | - | --- | --- | - | -- | - | - | - | - | - | ----- | ---- |
| 1972 | 350    | Yamaha | - | - | - | 6 | Rit | Rit | - | NE | - | - | - | - | - | 6     | 26º  |

| Legenda | 1º posto        | 2º posto            | 3º posto            | A punti      | Senza punti        | Grassetto – Pole position Corsivo – Giro più veloce |
| Legenda | Gara non valida | Non qual./Non part. | Ritirato/Non class. | Squalificato | '-' Dato non disp. | Grassetto – Pole position Corsivo – Giro più veloce |

### Classe 500
| 1967 | Classe | Moto   |    |  |    |     |  |  |   |    |     |   |  |  |    | Punti | Pos. |
| ---- | ------ | ------ | -- |  | -- | --- |  |  | - | -- | --- | - |  |  | -- | ----- | ---- |
| 1967 | 500    | Norton | NE |  | NE | Rit |  |  | 5 | 11 | Rit | 8 |  |  | NE | 2     | 19º  |

| 1968 | Classe | Moto             |   |  |     |   |   |     |     |     |     |   |  |  |  | Punti | Pos. |
| ---- | ------ | ---------------- | - |  | --- | - | - | --- | --- | --- | --- | - |  |  |  | ----- | ---- |
| 1968 | 500    | Norton e Triumph | 6 |  | Rit | 8 | 8 | Rit | Rit | Rit | Rit | 7 |  |  |  | 1     | 24º  |

| 1972 | Classe | Moto   |  |  |  |  |  |  |  |   |   |   |   |   |  | Punti | Pos. |
| ---- | ------ | ------ |  |  |  |  |  |  |  | - | - | - | - | - |  | ----- | ---- |
| 1972 | 500    | Yamaha |  |  |  |  |  |  |  | 3 | 2 | 4 | 2 | 3 |  | 52    | 4º   |

| Legenda | 1º posto        | 2º posto            | 3º posto            | A punti      | Senza punti        | Grassetto – Pole position Corsivo – Giro più veloce |
| Legenda | Gara non valida | Non qual./Non part. | Ritirato/Non class. | Squalificato | '-' Dato non disp. | Grassetto – Pole position Corsivo – Giro più veloce |